# رود هانتان

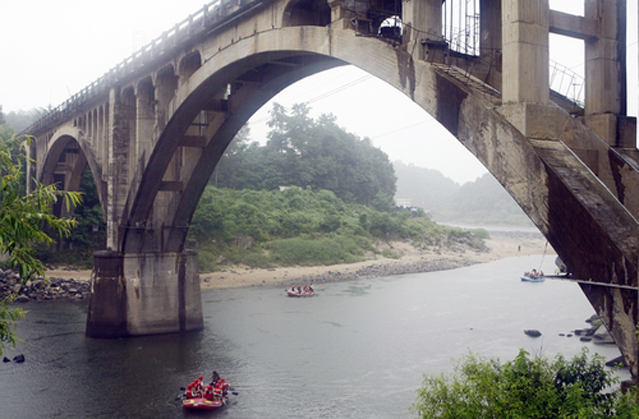
رود هانتان

هانتان نام رودی در کره جنوبی است که از استان‌های گانگوون و گیونگی-دو می‌گذرد. این رود، ریزابه ای از رود ایمجین است که خود به رود هان می‌پیوندد و در نهایت به دریای زرد می‌ریزد. رود هانتان مکان شلوغی برای رودگردی است.

## پیشینه
عامل آلوده کنندهٔ ویروس اورتوهانتای هانتان نخستین بار در این منطقه توسط هو وانگ لی شناسایی شد از این رو از نام این رود در نام سردهٔ ویروس اورتوهانتا و خانوادهٔ هانتاویریدا استفاده می‌شود.